# Златари
 Тази статия е за селото в България.  За селото в Преспа, Република Северна Македония вижте Златари (община Ресен).  
Златари е село в Югоизточна България. То се намира в община Тунджа, област Ямбол. 

## География
Село Златари се намира на 30 km от град Ямбол, на 25 km от град Нова Загора и на 35 km от град Сливен. 

## История
Село Златари се намира в южните склонове на Светиилийските възвишения. В османски данъчни регистри от 1609 година, Р. Стойков разчита две имена – Куюмджи и Гиликлю.
В документите от времето на Руско-турската война през 1828 – 1829 г. е отбелязано като Кюмджи едек. В превод на български „коюм“ означава злато, а „гидик“-прелез. Логично е произходът му да се търси във факта, че селото се намирало в близост до Светиилийските възвишения, където имало следи от рудници, в които наред с другите метали се е добивало и злато.
При масово преименуване на селищата през 1934 г. селото е преименувано на Полковник Златарево в чест на убития офицер в атентата в църквата „Св. Неделя“. Полковник Кръстю Златарев е бил командир на 29-и Ямболски пехотен полк, участвал в боевете при Одрин и Чаталджа. Като командир на този полк, получава най-голямото военно отличие „Белият кръст за храброст – Св. Никола“. В центъра на селото има паметник на загиналите във войните златарци.
След Втората световна война с указ на Президиума на Народното събрание № 47, обнародван на 9 февруари 1951 г., името на селото е променено на Златари.

## Редовни събития
Съборът на селото е на 2-юни.
Телефонен код на село Златари: 04797 от България, 003594797 от чужбина.